# Tuja (Name)
Tuja ist ein weiblicher Name aus dem Alten Ägypten. Er war im Neuen Reich weit verbreitet.

## Bekannte Namensträger
Den Namen Tuja führten:
- Tuja (18. Dynastie), die Königliche Mutter der Großen Königlichen Gemahlin Teje des Amenophis III.
- Tuja (19. Dynastie), die Große Königliche Gemahlin des Sethos I. und Mutter Ramses II.